# ارواموو
ارواموو (به لهستانی:  Arłamów) یک روستا در لهستان است که در گمینا اوستژکی دولنه واقع شده‌است.